# Гефсиманський сад (Цілком таємно)

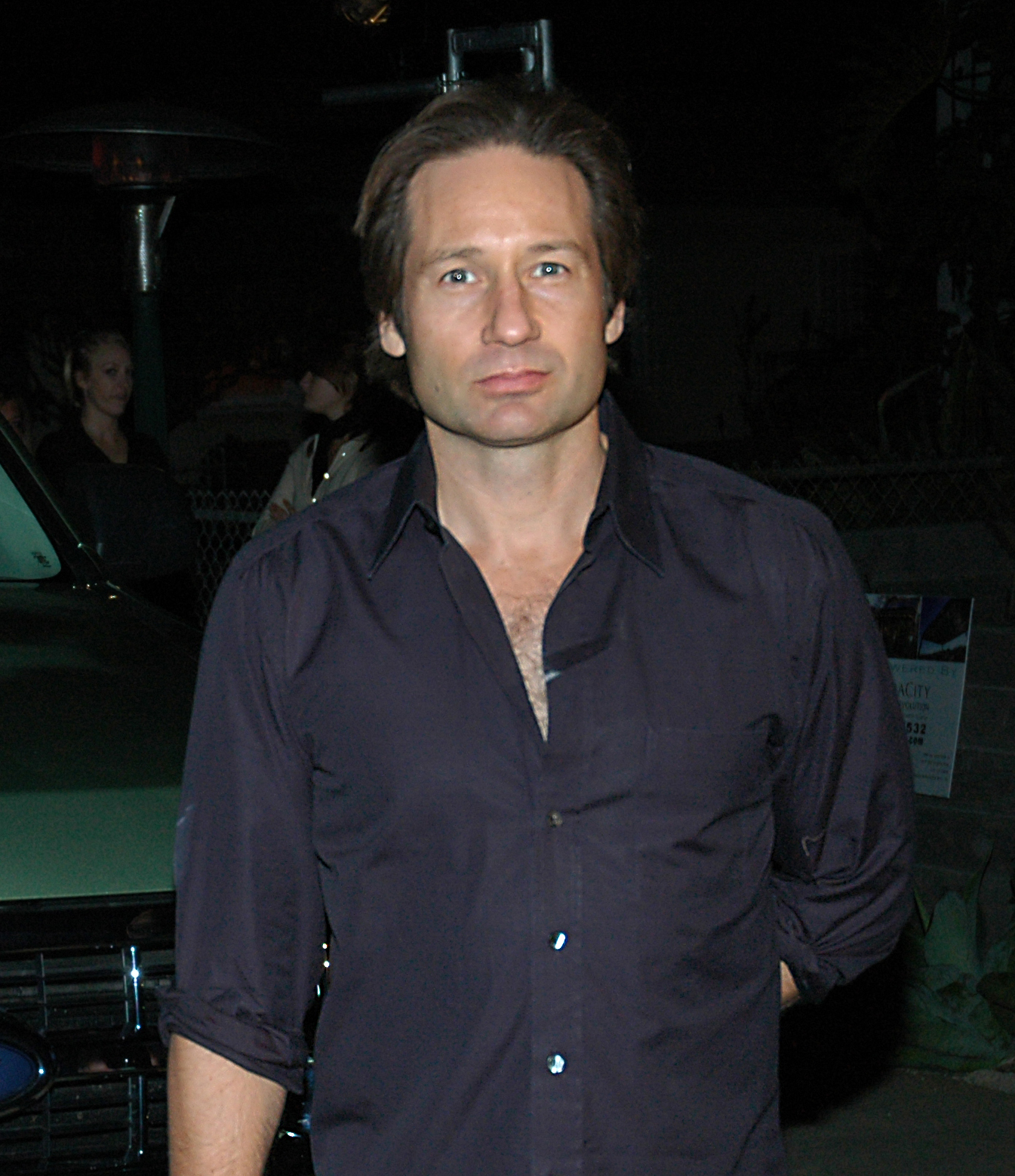

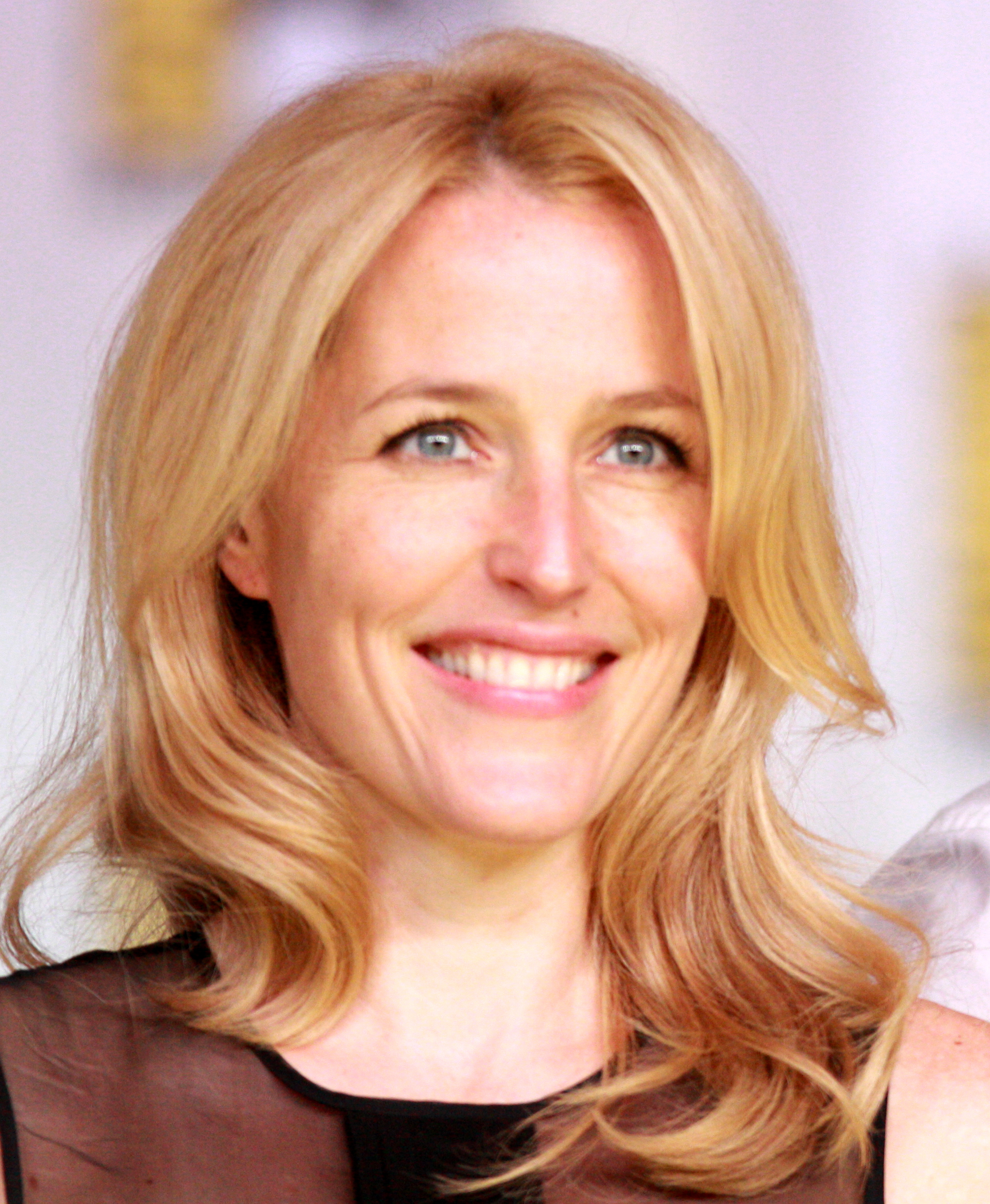

Гефсиманський сад (Gethsemane) — 24-й заключний епізод 4-го сезону серіалу «Цілком таємно». Епізод відноситься до «міфології серіалу» та надає змогу глибше вивчити її. Прем'єра в мережі «Фокс» відбулася 18 травня 1997 року.
Серія за шкалою Нільсена отримала рейтинг домогосподарств 13.2 — загалом 19,85 мільйона глядачів переглянули епізод під час його первісного ефіру.
Агенти розслідують виявлення в провінції Юкон доказів позаземного життя — тіла іншопланетянина — групою геодезистів. Однак група убита невідомим, тіло іншопланетянина вирізане з льодовика. Онкозахворювання Скаллі посилюється, вона потрапляє до лікарні.

## Зміст
Повір в брехню
По телевізії показують симпозіум НАСА щодо позаземного життя; видко нудьгуючих вчених. Дейна Скаллі заходить у квартиру Фокса Малдера, де на неї чекає група детективів та криміналістів. Детектив Ремпалскі піднімає простирадло над тілом, що лежить на землі. Скаллі ледь не втративши свідомість ідентифікує жертву та залишає місце події.
Скаллі виступає перед групою чиновників в Головному управлінні ФБР на чолі з начальником секції Скоттом Блевінсом. Під час засідання комітету Скаллі розповідає, що 4 роками раніше Блевінс призначив її до проєкту, відомого як «Х-Файли». Далі Скаллі інформує — на її думку Малдер перетворився у жертву марних сподівань і найбрехливіших вигадок.
Два антропологи, Арлінський та Бебкок, разом з Малдером гвинтокрилом відлітають у табір біля основи засніженої гори в горах Святого Іллі. У супроводі гіда вони пробиваються по скелястій місцевості, поки не дістаються вершини. Чоловіки заходять у печеру, де тіло сірого кольору шкіри прибульця чудово збереглося в льоду.
Скаллі продовжує свідчити. Вона доповідає про втягування її і Малдера в обман.
Тієї ж ночі група людей збирається в будинку Скаллі на вечерю. Серед учасників — молодший брат Дейни, морський військовик Білл Скаллі, та католицький священик, отець МакК'ю. Скаллі розуміє, що МакК'ю запросила її матір для того, щоб в делікатний час обговорити її віру в Бога — з огляду на здоров'я Скаллі, яка піддається великому ризику через онкозахворювання. Під час вечері отець МакК'ю коротко розмовляє зі Скаллі про її відчуження від церкви, але їх перериває телефонний дзвінок від Малдера. Агент отримав інформацію про імовірного прибульця, який був виявлений у Канаді, і просить Скаллі допомогти йому.
Малдер домовляється, щоб Скаллі та Арлінський попрацювали з ним, у Смітсонівському інституті. Арлінський (судово-медичний експерт-антрополог) стверджує, що на основі зразків крижаних кернів, отриманих з місця події, тіло, знайдене в Канаді, є можливо датувати як таке, що пролежало в льоду двісті років. Він також просить агентів про допомогу, щоб переконатися, чи ця знахідка справді є позаземною. Малдер намагається переконати Дейну допомогти йому і глянути на льодові керни.
На засіданні ФБР Скаллі зізнається — тоді вона не хотіла оприлюднювати інформацію про метастази її онкозахворювання.
Геодезисти й Малдер знаходять щось вмерзле у лід. В лабораторії палеонтології аналізи підтверджують наявність ДНК невідомого походження з гір Юкону; науковець клітини ідентифікує як гібридні. Хтось убиває супутників Малдера та відлітає гвинтокрилом; зразки викрадені невідомим чоловіком. Малдер із супутником ідуть на гору та дізнаються, що таємничий озброєний вбивця убив їх супутників на горі. Досягнувши вершини, вони виявляють тіла Бебкока (Бебкок іще живий) та бригадира. Всередині печери є лише прямокутна льодова яма, де було знайдено тіло. Пізніше Бебкок, поранений, але живий, повідомляє парі, що він поховав тіло під їх наметом.
Тим часом Скаллі намагається розшукати вченого Вітальяно — аби дослідити зразки крижаних кернів, взятих з печери, щоб підтвердити теорії Арлінського. Пізно уночі Скаллі повертається до лабораторії, де на неї нападає та збиває вниз по сходах невідомий нападник.
Агент Гедін ідентифікує відбитки пальців на сходовій клітці як належні якомусь Майклу Крічгау, який працює в слідчому підрозділі Міністерства оборони у Пентагоні. Переглянувши особисту справу, Скаллі позитивно ідентифікує Крічгау як свого нападника. Пізніше вона стикається з Крічгау у гаражі та розміщує його під арештом. Але Крічгау попереджає, що — якщо його посадять до в'язниці, ті самі люди, які занесли онкозахворювання Скаллі, вб'ють його.
Малдер і Арлінський транспортують чужопланетне тіло на склад, де проводиться розтин. Скаллі зв'язується з ними на складі і влаштовує зустріч, щоб Малдер почув історію Крічгау з перших вуст. Незабаром після того, як Малдер покидає склад, вбивця, Остельхофф, стріляє і вбиває Арлінського та Бебкока на місці.
Тим часом Крічгау, який стверджує, що брав участь у пропагандистському плані Міністерства оборони, повідомляє агентам, що уряд організовує розроблений обман, щоб відвернути увагу від себе. Тіло інопланетянина, за словами Крічгау, було виготовлено з біоматеріалів і заморожене на місці, знайденому в Канаді того року. Він наполягає на тому, що Малдер мав лише побачити прибульця — владгі структури хотіли змусити його повірити у брехню — але щоб тоді тіло і всі докази зникли, щоби правдивість знахідки ніколи насправді не могла бути перевірена. Однак Малдер вважає, що Крічгау — брехун. Одначе коли Малдер повертається на склад, він виявляє тіла Арлінського та Бебкока й передбачуване зникле позаземне тіло. Незабаром після цього Скаллі каже Малдеру, що чоловіки, котрі стояли за прихованою змовою, насадили їй рак, намагаючись зробити її віруючою у їхні бре́хні. Малдер дивується одкровенням.
Того ж дня повернувшись, Скаллі повідомляє чиновникам ФБР, що вона отримала телефонний дзвінок від поліції з проханням упізнати тіло у відділенні. Намагаючись зберегти самовладнання, Скаллі виявляє, що Малдер помер від очевидного вистрілу собі в голову.

## Створення
Крижані печери, зображені в епізоді, були побудовані всередині складу, який перед тим використовувався для зберігання продукції при мінусових температурах. Це приміщення потребувало при використанні дотримання безпеки матеріалів з дерева та займало площу окрім іншого 930 квадратних метрів спеціально підготованого пінопласту. Підготовка стала однією з найскладніших й найдорожчих за час зйомок серіалу. Зйомки вимагали підтримання постійної температури −29 °C, щоби підтримувати природний стан справжнього снігу й льоду, використовуваних для надання реалістичності декорацій. Таке охолодження надало можливість відзняти дихання акторів із помітними хмарками при видиху, також це дозволило продемонструвати акторську майстерність в ускладнених умовах
Сцени знімалися на відкритому просторі в околиці Ванкувера, на горі Сеймур; погодні умови ускладнювали зйомки, це вимагало додаткових днів для доробки. Продукування епізоду відбувалося за тиждень до весілля Девіда Духовни, в часі зйомок на майданчику перебувала і його наречена Теа Леоні. Перший варіант серії був довшим за планований, тому 12 хвилин відзнятих сцен в горах було вирізано. Кріс Картер здійснив повторне редагування епізоду — за два дні до його виходу.
Картер описав «Гефсиманський сад» як великих ідей епізод та відзначив, що головною проблемою були дебати про екзистенцію Бога. Назва епізоду є алюзією на біблійний Гефсиманський сад, де Іуда Іскаріот зрадив Ісуса. Персонаж Майкл Крітчгау був названий на честь колишньої учительки драми Джилліан Андерсон. Гасло для епізоду було змінено на «Повір брехні». Епізод ознаменований появою одного з братів Скаллі — після короткої появи в другому епізоді другого сезону «Один подих». Керівник відділу Скотт Блевінс «повернув» брата Скаллі — він раніше з'являвся в епізоді 1-го сезону «Кондуїт».

## Сприйняття
Перший показ епізоду відбувся у США в мережі «Fox network» 17 травня 1997 року, у Великій Британії показаний на BBC One 4 березня 1998-го. Серія за шкалою Нільсена отримала рейтинг домогосподарств 13.2 — загалом 19,85 мільйона глядачів переглянули епізод під час його первісного ефіру.
«Гефсиманський сад» отримав неоднозначні переважно позитивні відгуки критиків. Лон Гранке з «Chicago Sun-Times» позитивно оцінив епізод, пойменувавши його приголомшливим фіналом сезону. Пола Вітаріс в огляді для «Cinefantastique», оцінила серію 2 зірками з 4-х, зауваживши: «тут міститься стільки інформації, що вона заледве кваліфікується у поняття епізод». Також оглядачка зазначала — неоднозначності у сценарії епізоду надав акторському колективу можливість «по-людськи боротися» з матеріалом.. Зак Гендлен для The A.V. Club оцінив епізод на B+, при цьому зазначив — «все тут ходить по знайомому колу». Гендлен вважав, що вступ та закінчення епізоду погано прописані, так як «намагатися збалансувати можливі істини, при цьому зберігаючи їх правдоподібність, надзвичайно складно при зйомках тривалого серіалу», при цьому зауваживши, що епізод «побудований по одну сторону муру». Роберт Шірман та Ларс Пірсон у книзі «Хочемо вірити: критичний посібник з Цілком таємно, Мілленіуму та Самотніх стрільців» оцінили серію чотирма зірками з п'яти, відмітивши — хоча автори намагалися зробити надто багато, вони робили це пристрасно, що зробило епізод захоплюючим. Шірман та Пірсон зазначили — закінчення четвертого сезону при очевидній смерті Малдера, є надто неймовірне. Критики зауважили — не є характерне для Малдера настільки розчаруватися аби покінчити з життям. У Марафоні Дня подяки FX День подяки Marathon, що містив відзначені фанатами епізоди, «Гефсиманський сад» (разом з іншими частинами «трилогії» «Повернення» та «Повернення II») був відзначений як «Кращий в міфології серіалу».
Епізод завдяки кліфенгеру породив роздуми у фанатів — чи дійсно Малдер неживий. У статті в «Wall Street Journal» дискутувалися теорії прихильників серіалу щодо імовірного божевілля Малдера — цьому була навіть присвячена анімація в «The New Yorker» щодо імовірної смерті Фокса. Кріс Картер згодом відзначав — події в Гефсиманському саду розвиваються навколо обману і в цій серії знаходяться значущі відкриття. «Це є дивовижна річ — ми змогли примусити людей повірити у те, що Малдер може вбити себе, втративши систему власних переконань».. UGO Networks розмістила серію на 21-му місці в переліку «Найкращі фінали сезону». «Ден Ґік» Джон Мур вважав, що епізод був найкращим в четвертому сезоні, при цьому було констатовано: «Сезон закінчився висмикненням килима з-під ніг шанувальників». Мур зарахував Майкла Крітчгау до списку найкращих лиходіїв сезону — на 7 позицію.

| Актор                 | Роль            |
| --------------------- | --------------- |
| Девід Духовни         | Фокс Малдер     |
| Джилліан Андерсон     | Дейна Скаллі    |
| Чарльз Кіоффі         | Скотт Блевінс   |
| Шейла Ларкен          | Маргарет Скаллі |
| Пет Скіппер           | Білл Скаллі     |
| Метью Волкер          | Арлінскі        |
| Джеймс СуторіусБебкок |                 |
| Джон Фінн             | Майкл Крітчгау  |
| Стів Макай            | Скотт Остелгофф |
| Джеррі Бін            | Ролстон         |